# Kunpeszér
Kunpeszér é um município da Hungria, situado no condado de Bács-Kiskun. Tem 77,55 km² de área e sua população em 2015 foi estimada em 695 habitantes.